# Jornal Nacional – A Notícia Faz História

Capa do livro Jornal Nacional – A Notícia Faz História, de Ana Paula Goulart Ribeiro

Jornal Nacional – A Notícia Faz História é um livro produzido pelo Memória Globo, escrito por Ana Paula Goulart Ribeiro e publicado em 2004 pela Editora Zahar em comemoração aos 35 anos do Jornal Nacional. Trata-se do segundo livro dentre quatro sobre o telejornal: o primeiro de Cláudio Mello e Souza "15 Anos de História" (1984), o terceiro de William Bonner "Jornal Nacional – Modo de Fazer" (2009) e o quarto novamente da TV Globo "JN – 50 anos de Telejornalismo" (2019).

## Conteúdo
Por cinco anos, o Memória Globo realizou uma pesquisa com mais de 2.000 fitas. O livro traz as reportagens mais significativas, entrevistas com mais de 200 apresentadores e editores, fotos em preto-e-branco e informações sobre os bastidores técnicos do principal telejornal da TV Globo.

## Recepção crítica
Em avaliação pela Folha de S.Paulo, a jornalista Bia Abramo considerou que a "pesquisa rigorosa não esconde o tom oficialista". Por um lado, Abramo considera que o trabalho produziu "material valioso para a pesquisa em televisão". No entanto, haveria um "movimento de reescrever a história sob a égide da pureza da verdade", exemplificado pela justificativa em "injunções históricas" para a pouca cobertura das Diretas Já e pela "tática de desorientação" sobre a edição do debate entre Fernando Collor e Lula na eleição presidencial no Brasil em 1989.

## Recepção acadêmica
Desde a sua publicação, Jornal Nacional – A Notícia Faz História é utilizado como referência para estudos acadêmicos a respeito da comunicação televisiva e do impacto do Jornal Nacional sobre a sociedade brasileira, tanto monografias quanto artigos científicos.